# 카이다이
카이다이(베트남어: Khai Đại / 開大 개대 / 1403년 ~ 1407년 5월)은 베트남 호 왕조(胡朝) 제2대 황제 호한트엉(胡漢蒼)의 두번째 연호이다. 명나라와 전쟁 중에 생포 후 명나라로 압송되면서 호 왕조가 멸망한다.

## 개원
- 티에우타인(紹成) 3년(1403년)에 연호를 카이다이(開大)로 개원함.[1]

- 카이다이(開大) 5년 5월 12일[2](1407년 6월 17일)에 호 왕조 황족 일가가 생포 후 압송 되면서, 카이다이 연호 중지됨.[3][4][5]

## 연대 대조표
| 카이다이 | 서기(西紀) | 간지(干支) | 명나라 연호     |
| 원년     | 1403년     | 계미(癸未) | 영락(永樂) 원년 |
| 2년      | 1404년     | 갑신(甲申) | 영락 2년        |
| 3년      | 1405년     | 을유(乙酉) | 영락 3년        |
| 4년      | 1406년     | 병술(丙戌) | 영락 4년        |
| 5년      | 1407년     | 정해(丁亥) | 영락 5년        |

## 동시대 연호

### 중국
명(明)
- 영락(永樂) (1403년 ~ 1424년)

### 일본
- 오에이(應永) (1394년 ~ 1428년)

## 같이 보기
- 베트남의 연호